# Statistiques et records du Tour de France
Pour un article plus général, voir Tour de France.
Cet article présente des statistiques et records du Tour de France. Le Tour de France est une course cycliste par étapes organisée pour la première fois en 1903.

## Parcours

### Statistiques globales

#### Longueur d'étapes et du Tour
- Plus longue étape : Les Sables-d'Olonne-Bayonne de 1919 à 1924 : 482 km
- Tour le plus long : 1926 (5 745 km)
- Tours les plus courts : 1903 et 1904 (2 428 km)

#### Coureurs participants
- Plus grand nombre de partants : 210 en 1986 (132 classés à l'arrivée).
- Plus petit nombre de partants : 59 en 1903 (21 classés à l'arrivée)[α].
- Plus grand nombre de classés à l'arrivée : 174 en 2016 (198 partants).
- Plus petit nombre de classés à l'arrivée : 10 en 1919[β] (67 partants).
- Plus grand nombre de coureurs ayant quitté la course : 93 en 1998 (96 classés à l'arrivée sur 189 partants)[γ].

### Ascensions
- Plus haute altitude atteinte : 2 802 m[δ] sur la route de la Bonette en 1962, en 1964, en 1993, en 2008 et en 2024. Federico Bahamontes passa en tête au sommet en 1962[1] (étape gagnée par Émile Daems) et en 1964 (étape gagnée par Jacques Anquetil), Robert Millar en 1993 (étape gagnée par Tony Rominger), John-Lee Augustyn en 2008 (étape gagnée par Cyril Dessel) et Richard Carapaz en 2024 (étape gagnée par Tadej Pogačar).
- Plus haute arrivée : 2 645 m au col du Galibier en 2011, étape gagnée par Andy Schleck[2]. En 2019, à cause de la route rendue impraticable en cours d'étape en raison de la météo, l'étape devant arriver à Tignes a été neutralisée alors qu'il restait plus d'une vingtaine de kilomètres à parcourir et les temps de passage des coureurs au col de l'Iseran (2 770 m), situé à 37,5 km de l'arrivée, ont été utilisés pour le classement général. C'est Egan Bernal qui avait franchi le col en tête, l'étape a toutefois été désignée sans vainqueur.

## Résultats
Mis à jour après le Tour de France 2025.

### Victoires finales
Depuis sa création en 1903, sur les 110 éditions écoulées, 64 coureurs différents ont remporté le Tour de France. Quatre coureurs l'ont remporté 5 fois : Jacques Anquetil, Eddy Merckx, Bernard Hinault et Miguel Indurain ; ce dernier est le seul à les avoir remportés consécutivement. Deux l'ont remporté quatre fois, Christopher Froome et Tadej Pogačar. Trois l'ont remporté 3 fois, treize l'ont remporté 2 fois, et quarante-deux l'ont emporté 1 fois.
Lance Armstrong a été détenteur du record avec sept victoires obtenues de 1999 à 2005. Ses résultats obtenus du 1er août 1998 à la fin de sa carrière lui ont été retirés en octobre 2012 pour plusieurs infractions à la réglementation antidopage et, mesure exceptionnelle, ses sept titres n'ont pas été réattribués, il y a donc sept Tours de France sans vainqueur.
Alberto Contador a fait partie des coureurs ayant gagné trois Tours de France avant de se voir retirer, en février 2012, celle acquise en 2010, pour dopage. De même, Maurice Garin a fait partie de ceux ayant gagné deux fois avant de perdre pour tricherie et après enquête le gain du Tour de France 1904 en décembre de la même année. Enfin Floyd Landis, initialement vainqueur du Tour de France 2006 est définitivement déclassé pour dopage en septembre 2007. La disqualification de ces trois derniers coureurs a bénéficié à chaque fois à un coureur qui ne l'a emporté qu'une fois.

#### Bilan par coureur
Coureurs ayant remporté au moins deux Tours de France :
| Rang | Coureurs            | Pays        | Titres | Années                       | Participations |
| ---- | ------------------- | ----------- | ------ | ---------------------------- | -------------- |
| 1    | Jacques Anquetil    | France      | 5      | 1957, 1961, 1962, 1963, 1964 | 8              |
| 1    | Eddy Merckx         | Belgique    | 5      | 1969, 1970, 1971, 1972, 1974 | 7              |
| 1    | Bernard Hinault     | France      | 5      | 1978, 1979, 1981, 1982, 1985 | 8              |
| 1    | Miguel Indurain     | Espagne     | 5      | 1991, 1992, 1993, 1994, 1995 | 12             |
| 5    | Christopher Froome  | Royaume-Uni | 4      | 2013, 2015, 2016, 2017       | 10             |
| 5    | Tadej Pogačar       | Slovénie    | 4      | 2020, 2021, 2024, 2025       | 6              |
| 7    | Philippe Thys       | Belgique    | 3      | 1913, 1914, 1920             | 10             |
| 7    | Louison Bobet       | France      | 3      | 1953, 1954, 1955             | 10             |
| 7    | Greg LeMond         | États-Unis  | 3      | 1986, 1989, 1990             | 8              |
| 10   | Lucien Petit-Breton | France      | 2      | 1907, 1908                   | 9              |
| 10   | Firmin Lambot       | Belgique    | 2      | 1919, 1922                   | 10             |
| 10   | Ottavio Bottecchia  | Italie      | 2      | 1924, 1925                   | 4              |
| 10   | Nicolas Frantz      | Luxembourg  | 2      | 1927, 1928                   | 7              |
| 10   | André Leducq        | France      | 2      | 1930, 1932                   | 9              |
| 10   | Antonin Magne       | France      | 2      | 1931, 1934                   | 10             |
| 10   | Sylvère Maes        | Belgique    | 2      | 1936, 1939                   | 6              |
| 10   | Gino Bartali        | Italie      | 2      | 1938, 1948                   | 8              |
| 10   | Fausto Coppi        | Italie      | 2      | 1949, 1952                   | 3              |
| 10   | Bernard Thévenet    | France      | 2      | 1975, 1977                   | 11             |
| 10   | Laurent Fignon      | France      | 2      | 1983, 1984                   | 10             |
| 10   | Alberto Contador    | Espagne     | 2      | 2007, 2009                   | 10             |
| 10   | Jonas Vingegaard    | Danemark    | 2      | 2022, 2023                   | 5              |

Eddy Merckx détient le record du meilleur ratio victoires/participations (71 %) devant Fausto Coppi et Tadej Pogačar (67 %).

#### Bilan par nation
| Victoires (Vainqueurs) | Nation      |
| ---------------------- | ----------- |
| 36 (21)                | France      |
| 18 (10)                | Belgique    |
| 12 (7)                 | Espagne     |
| 10 (7)                 | Italie      |
| 6 (3)                  | Royaume-Uni |
| 5 (4)                  | Luxembourg  |
| 4 (1)                  | Slovénie    |
| 3 (2)                  | Danemark    |
| 3 (1)                  | États-Unis  |
| 2 (2)                  | Pays-Bas    |
| 2 (2)                  | Suisse      |
| 1 (1)                  | Allemagne   |
| 1 (1)                  | Australie   |
| 1 (1)                  | Colombie    |
| 1 (1)                  | Irlande     |

#### Bilan par équipe
Bilan par équipe (ou équipementier pour les premiers Tours de France courus sans équipe). Ce tableau comptabilise les équipes du vainqueur du Tour de France et non les équipes victorieuses du classement annexe par équipes.
| Victoires | Équipe | Nationalité           |
| --------- | --- | --------------------- |
| 12        | équipe de France | France                |
| 10        | Peugeot-Wolber (1), Peugeot (1), de nouveau Peugeot-Wolber (5), Peugeot-BP-Michelin (1), Peugeot-Esso-Michelin (1) puis Z-Tommaso (1) | France                |
| 7         | Alcyon-Dunlop | France                |
| 7         | Gitane-Campagnolo (1), Renault-Gitane-Campagnolo (1), Renault-Gitane (1), Renault-Elf-Gitane (2) puis Renault-Elf (2)                 | France                |
| 7         | Reynolds (1), Banesto (5) puis Caisse d'Épargne-Illes Balears (1)                                                                     | Espagne               |
| 7         | Sky (6) puis Ineos (1) | Royaume-Uni           |
| 5         | équipe d'Italie | Italie                |
| 4         | Automoto-Hutchinson | France                |
| 4         | Saint-Raphaël-Helyett-Hutchinson, Saint-Raphaël-Gitane-R. Geminiani, Saint-Raphaël-Gitane-Dunlop puis Ford France-Hutchinson          | France                |
| 4         | UAE Emirates | Émirats arabes unis   |
| 3         | La Sportive | France                |
| 3         | équipe de Belgique | Belgique              |
| 3         | Molteni | Italie                |
| 2         | équipe de Suisse | Suisse                |
| 2         | Faema puis Faemino-Faema | Belgique              |
| 2         | La Vie claire-Radar | France                |
| 2         | Deutsche Telekom | Allemagne             |
| 2         | CSC-Saxo Bank puis Saxo Bank | Danemark              |
| 2         | Astana | Kazakhstan            |
| 2         | Jumbo-Visma | Pays-Bas              |
| 1         | La Française | France                |
| 1         | Cycles J.C.-Michelin | Belgique              |
| 1         | équipe de l'Ouest | France                |
| 1         | équipe du Nord-Est | France                |
| 1         | équipe Pays-Bas-Luxembourg | Pays-Bas - Luxembourg |
| 1         | équipe d'Espagne | Espagne               |
| 1         | Salvarani | Italie                |
| 1         | équipe des Pays-Bas | Pays-Bas              |
| 1         | Bic | France                |
| 1         | TI-Raleigh-Creda | Pays-Bas              |
| 1         | Carrera Jeans-Vagabond | Italie                |
| 1         | ADR-Agrigel-Bottecchia | Belgique              |
| 1         | Mercatone Uno-Bianchi | Italie                |
| 1         | Discovery Channel | États-Unis            |
| 1         | BMC Racing | États-Unis            |

### Autres statistiques

#### Vainqueurs n'ayant jamais porté le maillot jaune durant la course (Tour de France remporté à la dernière étape)
- Jean Robic en 1947
- Jan Janssen en 1968

Greg LeMond a également remporté le Tour de France lors de la dernière étape en 1989, mais contrairement à Robic et Janssen, LeMond avait précédemment porté le maillot jaune sur cette édition.
Jean Robic et Jan Janssen ont tous deux porté le maillot jaune lors d'une seule étape sur une édition différente, respectivement en 1953 et 1966.

#### Podiums
- 8 :  Raymond Poulidor (1962 : 3e, 1964 : 2e, 1965 : 2e, 1966 : 3e, 1969 : 3e, 1972 : 3e, 1974 : 2e, 1976 : 3e)
- 7 :  Joop Zoetemelk (1970 : 2e, 1971 : 2e, 1976 : 2e, 1978 : 2e, 1979 : 2e, 1980 : 1er, 1982 : 2e)
- 7 :  Bernard Hinault (1978 : 1er, 1979 : 1er, 1981 : 1er, 1982 : 1er, 1984 : 2e, 1985 : 1er, 1986 : 2e)

Note : Lance Armstrong avait également réalisé huit podiums, sept fois 1er (1999 à 2005), une fois 3e (2009) avant que ses résultats à partir de 1998 ne soient annulés. De même Jan Ullrich avait terminé sept fois sur le podium, une fois 1er, cinq fois 2e et une fois 3e mais ce dernier résultat (en 2005) lui a été retiré.

#### Deuxièmes places
- 6 :  Joop Zoetemelk (1970, 1971, 1976, 1978, 1979, 1982)
- 5 :  Jan Ullrich (1996, 1998, 2000, 2001, 2003)
- 3 :  Raymond Poulidor (1964, 1965, 1974)
- 3 :  Gustave Garrigou (1907, 1909, 1913)
- 3 :  Jonas Vingegaard (2021, 2024, 2025)

Comme Garrigou et Poulidor, Andy Schleck avait également été classé trois fois deuxième (en 2009, 2010 et 2011), mais à la suite du déclassement d'Alberto Contador en 2010, Schleck se voit attribuer la victoire finale et n'est donc officiellement deuxième que de deux Tours de France.

#### Troisièmes places
- 5 :  Raymond Poulidor (1962, 1966, 1969, 1972, 1976)
- 3 :  Lucien Van Impe (1971, 1975, 1977)

#### Remise du maillot jaune
Demi-étapes incluses
- 111 :  Eddy Merckx
- 79 :  Bernard Hinault
- 60 :  Miguel Indurain
- 59 :  Christopher Froome
- 54 :  Tadej Pogačar

#### Écarts les plus faibles à l'arrivée du Tour
Écart en temps au classement général final entre le vainqueur et son dauphin :
- 8 secondes, entre  Greg LeMond et  Laurent Fignon en 1989
- 23 secondes, entre  Alberto Contador et  Cadel Evans en 2007
- 32 secondes, entre  Óscar Pereiro et  Andreas Klöden en 2006
- 38 secondes, entre  Jan Janssen et  Herman Van Springel en 1968
- 40 secondes, entre  Stephen Roche et  Pedro Delgado en 1987
- 48 secondes, entre  Bernard Thévenet et  Hennie Kuiper en 1977
- 54 secondes, entre  Christopher Froome et  Rigoberto Urán en 2017
- 55 secondes, entre  Jacques Anquetil et  Raymond Poulidor en 1964
- 58 secondes, entre  Carlos Sastre et  Cadel Evans en 2008
- 59 secondes, entre  Tadej Pogačar et  Primož Roglič en 2020

- À deux reprises, des écarts de moins d'une minute entre le premier et le deuxième du classement général ont été effacés à la suite de la disqualification d'un des coureurs :
  - 39 secondes, entre  Alberto Contador et  Andy Schleck en 2010 (jusqu'au déclassement de Contador)
  - 57 secondes, entre  Floyd Landis et  Óscar Pereiro en 2006 (jusqu'au déclassement de Landis)

#### Écarts les plus importants à l'arrivée du Tour
Écart en temps au classement général final entre le vainqueur et son dauphin (depuis 1947) :
- 28 minutes 17 secondes, entre  Fausto Coppi et  Stan Ockers en 1952
- 26 minutes 16 secondes, entre  Gino Bartali et  Albéric Schotte en 1948
- 22 minutes, entre  Hugo Koblet et  Raphaël Géminiani en 1951
- 17 minutes 54 secondes, entre  Eddy Merckx et  Roger Pingeon en 1969
- 17 minutes 51 secondes, entre  Luis Ocaña et  Bernard Thévenet en 1973
- 15 minutes 49 secondes, entre  Louison Bobet et  Ferdi Kübler en 1954
- 14 minutes 56 secondes, entre  Jacques Anquetil et  Marcel Janssens en 1957
- 14 minutes 34 secondes, entre  Bernard Hinault et  Lucien Van Impe en 1981
- 14 minutes 18 secondes, entre  Louison Bobet et  Jean Malléjac en 1953
- 12 minutes 41 secondes, entre  Eddy Merckx et  Joop Zoetemelk en 1970
- 12 minutes 14 secondes, entre  Jacques Anquetil et  Guido Carlesi en 1961
- 10 minutes 55 secondes, entre  Fausto Coppi et  Gino Bartali en 1949
- 10 minutes 55 secondes, entre  Eddy Merckx et  Felice Gimondi en 1972
- 10 minutes 32 secondes, entre  Laurent Fignon et  Bernard Hinault en 1984[5],[6]

#### Plus jeunes vainqueurs du Tour de France
Liste des vainqueurs de moins de 23 ans, en commençant par le plus jeune :
- Henri Cornet en 1904, à 19 ans et 352 jours ;
- Tadej Pogačar en 2020, à 21 ans et 365 jours ;
- François Faber en 1909, à 22 ans et 187 jours ;
- Egan Bernal en 2019, à 22 ans et 196 jours ;
- Octave Lapize en 1910, à 22 ans et 280 jours ;
- Felice Gimondi en 1965, à 22 ans et 289 jours ;
- Philippe Thys en 1913, à 22 ans et 292 jours ;
- Tadej Pogačar en 2021, à 22 ans et 300 jours ;
- Laurent Fignon en 1983, à 22 ans et 346 jours ;
- Romain Maes en 1935, à 22 ans et 352 jours.

Six de ces neuf coureurs ont gagné leur seule victoire avant 23 ans. Seuls Thys, Fignon et Pogačar ont gagné au moins un autre Tour de France par la suite. Le plus jeune vainqueur d'étape avait 19 ans (voir Statistiques des victoires d'étapes du Tour de France).

#### Vainqueurs du Tour de France les plus âgés
Liste des vainqueurs de plus de 33 ans :
- Firmin Lambot en 1922, à 36 ans et 131 jours[8] ;
- Henri Pélissier en 1923, à 34 ans et 181 jours ;
- Cadel Evans en 2011, à 34 ans et 160 jours ;
- Gino Bartali en 1948, à 34 ans et 7 jours ;
- Lucien Buysse en 1926, à 33 ans et 310 jours ;
- Joop Zoetemelk en 1980, à 33 ans et 230 jours ;
- Firmin Lambot en 1919, à 33 ans et 135 jours ;
- Léon Scieur en 1921, à 33 ans et 127 jours ;
- Carlos Sastre en 2008, à 33 ans et 96 jours.

Sept de ces huit coureurs ont gagné chacun leur seule victoire (ou leurs deux seules victoires pour Lambot) après 33 ans. Seul Bartali avait gagné un Tour de France auparavant. Maurice Garin avait aussi plus de 33 ans lors de l'édition 1904 perdue sur tapis vert ; de même Lance Armstrong avait également plus de 33 ans lors de la septième de ses victoires (2005) qui lui ont été retirées. Le vainqueur d'étape le plus âgé avait 41 ans (voir Statistiques des victoires d'étapes du Tour de France).

#### Numéro de dossard du vainqueur final
- dossard no 1 : 29 victoires
- dossard no 11 : 7 victoires
- dossard no 2 : 6 victoires
- dossards nos  15, 21 et 51 : 4 victoires chaque
- dossards nos  31 et 33 : 3 victoires chaque
- dossards nos  4, 7, 8, 12, 13, 14, 36, 131 et 141 : 2 victoires chaque
- dossards nos  3, 5, 6, 10, 18, 19, 23, 25, 32, 35, 38, 41, 45, 48, 61, 68, 72, 78, 80, 81, 91, 94, 97, 101, 112, 123 et 171 : 1 victoire chaque[ε]

### Classements annexes

#### Grand Prix de la montagne
- 7 :  Richard Virenque de 1994 à 1997, puis en 1999, 2003 et 2004
- 6 :  Federico Bahamontes en 1954, 1958, 1959 et de 1962 à 1964
- 6 :  Lucien Van Impe en 1971, 1972, 1975, 1977, 1981 et 1983

#### Classement par points
- 7 :  Peter Sagan de 2012 à 2016, 2018 et 2019
- 6 :  Erik Zabel de 1996 à 2001
- 4 :  Sean Kelly en 1982, 1983, 1985 et 1989
- 3 :  Jan Janssen en 1964, 1965 et 1967
- 3 :  Eddy Merckx en 1969, 1971 et 1972
- 3 :  Freddy Maertens en 1976, 1978 et 1981
- 3 : / Djamolidine Abdoujaparov en 1991, 1993 et 1994
- 3 :  Robbie McEwen en 2002, 2004 et 2006

#### Classement du meilleur jeune
- 4 :  Tadej Pogačar de 2020 à 2023
- 3 :  Jan Ullrich de 1996 à 1998
- 3 :  Andy Schleck de 2008 à 2010

#### Collections de maillots
- Eddy Merckx est le seul coureur à avoir emporté lors du même Tour de France, le maillot jaune, le vert et le Grand Prix de la montagne (sans maillot distinctif à l'époque), il avait également gagné les classements du combiné (alors maillot blanc) et de la combativité et son équipe avait même gagné celui par équipes ; seul classement annexe à lui avoir échappé, celui des sprints intermédiaires. C'était en 1969. Si le classement du meilleur jeune (dans ses règlements d'après 1983 ou 1987) avait existé cette année-là, il l'aurait également remporté.
- En 1970, 1971 et 1972, Eddy Merckx collectionne de nouveau respectivement quatre, trois et trois classements. En plus du classement général et celui du combiné, il remporte en 1970 le prix de la combativité et le Grand Prix de la montagne et en 1971 et en 1972 les classements par points (maillot vert).
- En 1983, Laurent Fignon remporte le maillot jaune et les classements du meilleur néophyte (maillot blanc) et du combiné (pas de maillot distinctif en 1983).
- En 2020, Tadej Pogačar remporte le maillot jaune, le maillot à pois (Grand Prix de la montagne) et le maillot blanc du meilleur jeune. Il n'est que le troisième coureur après Merckx et Fignon à remporter au moins trois classements individuels dans le même Tour. Il réalise le même exploit en 2021.
- Avec le « cannibale » Eddy Merckx, deux coureurs français sont arrivés à Paris avec le maillot vert et le maillot à pois, mais pas lors de la même édition du Tour. Bernard Hinault remporte ainsi le maillot à pois en 1986 et le maillot vert en 1979. Laurent Jalabert arrive en vert à Paris en 1992 et 1995 et rallie Paris avec le maillot à pois du meilleur grimpeur en 2001 et 2002.

### Victoires d'étapes
Victoires collectives sur les contre-la-montre par équipes exclues

#### Victoires d'étapes
- 35 :  Mark Cavendish
- 34 :  Eddy Merckx
- 28 :  Bernard Hinault
- 25 :  André Leducq
- 22 :  André Darrigade
- 21 :  Tadej Pogačar
- 20 :  Nicolas Frantz
- 19 :  François Faber

Note : Lance Armstrong avait gagné 22 étapes individuelles de 1993 à 2005 avant de se voir retirer le gain de 20 de ses 22 victoires, celles gagnées à partir de 1999.

#### Victoires d'étapes sur un même Tour
- 8 :  Eddy Merckx en 1970 et en 1974
- 8 :  Charles Pélissier en 1930[ζ]
- 8 :  Freddy Maertens en 1976

#### Podiums d'étapes sur un même Tour
- 18 : (en 21 étapes)  Charles Pélissier en 1930[η]

#### Victoires d'étapes consécutives
- 5 :  François Faber de la 2e à la 6e étape en 1909
- 4 :  René Pottier de la 2e à la 5e étape en 1906
- 4 :  Charles Pélissier de la 18e à la 21e (et dernière) étape en 1930
- 4 :  Mario Cipollini de la 4e à la 7e étape en 1999

#### Victoires d'étapes par nation
- 717 :  France
- 504 :  Belgique
- 271 :  Italie
- 186 :  Pays-Bas
- 132 :  Espagne

#### Échappées solitaires victorieuses
- À partir de 1947 et sur une distance de 200 km ou plus : 
  - 253 km :  Albert Bourlon en 1947 sur la 14e étape (Carcassonne-Luchon), 16 min 20 s d'avance à l'arrivée
  - 234 km :  Thierry Marie en 1991 sur la 6e étape (Arras-Le Havre), 1 min 54 s
  - 223 km :  José Pérez Francés en 1965 sur la 11e étape (Ax-les-Thermes-Barcelone), 4 min 23 s
  - 222 km :  Bernard Quilfen en 1977 sur la 14e étape (Besançon-Thonon-les-Bains), 3 min 14 s
  - 214 km :  Maurice Blomme en 1950 sur la 12e étape (Saint-Gaudens-Perpignan), 7 min 9 s
  - 207 km :  Frédéric Vichot en 1985 sur la 16e étape (Aurillac-Toulouse), 3 min 11 s
  - 205 km :  Pierre Beuffeuil en 1966 sur la 21e étape (Montluçon-Orléans), 3 min 15 s
  - 200 km :  Marcel Dussault en 1950 sur la 10e étape (Bordeaux-Pau), 8 min 46 s

- Sur l'ensemble de l'histoire du Tour de France, la plus longue échappée victorieuse est celle de René Pottier sur la 5e étape du Tour de France 1906 (Grenoble-Nice) avec 325 km et 26 minutes d'avance.

- Échappées solitaires avec plus de vingt minutes d'avance :
  - 47 min 52 s :  René Pottier en 1906 sur la 3e étape (Nancy-Dijon), 255 km d'échappée solitaire
  - 33 min :  François Faber en 1909 sur la 2e étape (Roubaix-Metz), 200 km
  - 33 min[θ] :  François Faber en 1909 sur la 3e étape (Metz-Belfort), 152 km
  - 30 min 23 s :  Louis Heusghem en 1912 sur la 12e étape (La Rochelle-Brest), presque 200 km
  - 28 min :  Marcel Godivier en 1911 sur la 12e étape (La Rochelle-Brest), environ 65 km
  - 26 min :  René Pottier en 1906 sur la 5e étape (Grenoble-Nice), 325 km
  - 25 min 48 s :  Lucien Buysse en 1926 sur la 10e étape (Bayonne-Luchon), environ 75 km
  - 24 min 34 s :  Joseph Muller en 1923 sur la 12e étape (Genève-Strasbourg), au moins 120 km
  - 24 min 31 s :  Charles Pélissier en 1929 sur la 16e étape (Évian-Belfort), 186 km
  - 24 min 10 s :  Hippolyte Aucouturier en 1905 sur la 4e étape (Grenoble-Toulon), environ 150 km
  - 24 min 2 s :  Hector Heusghem en 1921 sur la 6e étape (Bayonne-Luchon), environ 75 km
  - 23 min :  Lucien Petit-Breton en 1907 sur la 9e étape (Toulouse-Bayonne), presque 250 km
  - 22 min 50 s :  José Luis Viejo en 1976 sur la 11e étape (Montgenèvre-Manosque), 160 km
  - 21 min 48 s :  Pierino Baffi en 1957 sur la 19e étape (Pau-Bordeaux), 130 km
  - 20 min 31 s :  Daan de Groot en 1955 sur la 13e étape (Millau-Albi), 170 km
  - 20 min 6 s :  Brian Robinson en 1959 sur la 20e étape (Annecy-Chalon-sur-Saône), 140 km

Notes :
- sur la 3e étape du Tour de France 1903 (Marseille-Toulouse), Hippolyte Aucouturier gagne avec 32 minutes et 22 secondes d'avance au classement de l'étape mais cette étape faisait l'objet de deux départs séparés (un premier composé des coureurs jouant étape et classement général, un second avec ceux ne jouant que ou ne jouant plus que l'étape), Aucouturier parti avec le second groupe a rattrapé progressivement des coureurs partis une heure avant lui, cela ne constituait donc pas à proprement parler une échappée et encore moins une échappée en solitaire même s'il a parcouru l'étape dans un temps largement inférieur au deuxième ;
- sur la 10e étape du Tour de France 1911 (Luchon-Bayonne), Maurice Brocco gagne avec 34 minutes d'avance et plus de 150 km seul devant mais il avait été exclu de la course après l'étape précédente et simplement permis de reprendre le départ de cette nouvelle étape le temps de l'étude du recours. À l'arrivée de l'étape, son exclusion de la course est confirmée et il est de plus déclassé de l'étape du jour.

#### Échappée groupée victorieuse
- Échappée groupée avec le plus d'avance sur le peloton, depuis 1947 :
  - 34 min 54 s : en 2001 sur la 8e étape (Colmar-Pontarlier) remportée par  Erik Dekker issu d'une échappée de 14 coureurs[λ].

#### Vainqueur du Tour de France sans remporter une seule étape durant la même édition
Ce cas de figure s'est présenté 8 fois. Roger Walkowiak ne gagnera jamais aucune étape sur le Tour. Lucien Aimar n'avait jamais gagné d'étape au moment de son Tour victorieux, il en gagnera une lors du Tour qui suit. Egan Bernal (carrière en cours) n'a encore jamais gagné d'étape sur le Tour ; il était toutefois seul en tête lors de la neutralisation de la 19e étape du Tour de France 2019 qu'il a remporté, l'étape fut désignée sans vainqueur. Les cinq autres coureurs avaient déjà gagné au moins une étape sur les Tours de France qui précèdent leur Tour de France victorieux.
- 1922 :  Firmin Lambot
- 1956 :  Roger Walkowiak
- 1960 :  Gastone Nencini
- 1966 :  Lucien Aimar
- 1990 :  Greg LeMond
- 2006 :  Óscar Pereiro
- 2017 :  Christopher Froome
- 2019 :  Egan Bernal

## Participations

### Record de participations
- 18 :  Sylvain Chavanel, 16 terminés (record partagé avec Zoetemelk)
- 17 :  George Hincapie, il en a terminé 16 comme Zoetemelk et Chavanel mais il est disqualifié de trois d'entre eux, il ne figure donc au classement général final que de 13 Tours. Il avait terminé (avant ce déclassement) ses seize Tours consécutivement.
- 17 :  Stuart O'Grady, 15 terminés
- 17 :  Jens Voigt, 14 terminés
- 16 :  Joop Zoetemelk, les 16 terminés (record partagé avec Chavanel)
- 16 :  Haimar Zubeldia, 15 terminés
- 15 :  Lucien Van Impe, les 15 terminés
- 15 :  Guy Nulens, 13 terminés
- 15 :  Viatcheslav Ekimov, les 15 terminés
- 15 :  Christophe Moreau, 11 terminés
- 15 :  Thomas Voeckler, les 15 terminés (record de Tours terminés consécutivement)
- 15 :  Mark Cavendish, 8 terminés
- 14 :  Jules Deloffre, 7 terminés
- 14 :  André Darrigade, 13 terminés
- 14 :  Raymond Poulidor, 12 terminés
- 14 :  Sean Kelly, 12 terminés
- 14 :  Erik Zabel, 13 terminés
- 14 :  Alejandro Valverde, 11 terminés
- 14 :  Geraint Thomas, 12 terminés
- 13 :  Jean Dotto, 10 terminés
- 13 :  François Mahé, 9 terminés
- 13 :  Jean-Pierre Genet, 10 terminés
- 13 :  Joaquim Agostinho, 12 terminés
- 13 :  Gerrie Knetemann, 11 terminés
- 13 :  Henk Lubberding, 11 terminés
- 13 :  Gilbert Duclos-Lassalle, 9 terminés
- 13 :  Phil Anderson, les 13 terminés
- 13 :  Marc Wauters, 8 terminés
- 13 :  Didier Rous, 7 terminés
- 13 :  Lance Armstrong, 10 terminés mais disqualifié de neuf d'entre eux, il ne figure dans le classement général final qu'une seule fois, en 1995
- 13 :  Jérôme Pineau, les 13 terminés
- 13 :  Imanol Erviti, 11 terminés
- 13 :  Pierre Rolland, les 13 terminés
- 13 :  Edvald Boasson Hagen, 11 terminés

### Record d'âges
Records selon les seules données connues ; à prendre avec précaution car beaucoup de dates ou d'années de naissance des participants des premières éditions ne sont pas connues.

#### Plus vieux participants
- Au départ d'une étape : 51 ans et 219 jours pour  Jules Banino en 1924 lors de la 1re étape qu'il ne termine pas dans les délais.

- Figurant dans le classement général final : 49 ou 50 ans pour  Henri Paret en 1904 l'année de ses 50 ans (né en 1854, jour de naissance non connu).

#### Plus jeunes participants
- Au départ d'une étape : 17 ans et 50 jours pour  Camille Fily en 1904 lors du lancement de la 1re étape. Les records du plus jeune participant, du plus jeune vainqueur et du vieux participant figurant dans le classement général final (cf. données plus haut) datent donc de la même édition (1904).

- Figurant dans le classement général final : 17 ans et 261 jours pour  Martin Soulié en 1905 le jour de l'arrivée de la dernière étape. Camille Fily, détenteur du record précédent, avait certes terminé le Tour de France 1904 plus jeune mais a été disqualifié après l'arrivée et ne figure donc pas au classement général final.

### Plus grand nombre d'années entre la première et la dernière participation
- 23 années :  Giovanni Rossignoli a participé à son premier Tour de France en 1904 et à son dernier en 1927.